# Faujasia squamosa
Faujasia squamosa là một loài thực vật có hoa trong họ Cúc. Loài này được (Bory) C.Jeffrey mô tả khoa học đầu tiên năm 1992.